# Santuario della Madonna delle Grazie (Contursi Terme)
Il Santuario di Santa Maria Incoronata delle Grazie, (intitolato alla Madonna delle Grazie) è uno dei santuari mariani della Campania. Situato nell'omonima contrada del comune di Contursi Terme.

## Storia
Al di fuori dell’abitato, in cima al colle detto “del Guarno”, sorgeva un’antica cappella di origine francescana, aveva il titolo di “Santa Maria della Grazia sul Guarno”.
Al suo interno era custodita una statua raffigurante la Vergine Maria seduta con Gesù Bambino al seno: probabilmente si tratta della stessa statua che ancora oggi viene venerata all’interno del Santuario, anche se più volte modificata nel tempo. Si dice che questa statua della Madonna sia seduta sul tronco originale di un albero di quercia, dove si vuole sia apparsa nei tempi antichi. 
Correva l’anno 1656. Il Regno di Napoli fu colpito da una tragica epidemia di peste. In particolar modo nella Valle del Sele, questo morbo dimezzò la popolazione in ogni paese o centro abitato.
A Contursi, all’epoca, non si oltrepassava il numero di 2 500 abitanti comprese anche le campagne e le contrade lontane dal borgo. Con il diffondersi della mortale malattia, si arrivò a contare appena 1 000 abitanti in tutto il territorio contursano. I cadaveri giacevano abbandonati per le strade e molte chiese furono adibite a lazzaretto, la peste toglieva la vita a persone di tutte le età.
I contursani, stremati dalla sofferenza e dalla malattia, all’alba del 2 Luglio 1656, festività della Visitazione di Maria, si avviarono in  processione partendo dalla Chiesa Madre di Santa Maria, in paese, verso la Cappella di Santa Maria della Grazia posta sul colle del Guarno. Presero la statua della Vergine e, tra i commossi canti e le preghiere incessanti, la condussero processionalmente nel centro abitato e nei lazzaretti. Si narra che, non appena la sacra immagine entrò nel paese, la peste cessò. In effetti, dopo i decessi per peste risalenti ai primi giorni del mese di Luglio, nei registri non compaiono più vittime causate dal terribile morbo. A seguito di quest’importante evento, raccontato anche dai cronisti dei paesi viciniori, il popolo di Contursi, grato alla Regina dei cieli, si impegnò fortemente  ad ingrandire e ad abbellire la rustica Cappella del Guarno, fino a farla diventare un’imponente chiesa sotto il titolo di “Madonna della Grazia”. La chiesa è stata maggiormente abbellita ed ingrandita nell'Ottocento e, dopo il terremoto dell'Irpinia del 1980, è stata per più di un ventennio la sede parrocchiale del paese.